# Магнитодиод
Магнитодио́д — полупроводниковый прибор с p-n-переходом и невыпрямляющими контактами, между которыми находится область высокоомного полупроводника собственного типа проводимости.
Применяется для измерения магнитного поля.

## Принцип действия

Структура магнитодиода

Принцип действия прибора основан на магнитодиодном эффекте. В «длинных» диодах (с параметром {\displaystyle d/L>1,} где {\displaystyle d} — длина базы, {\displaystyle L} — эффективная длина диффузионного смещения) распределение носителей, а следовательно сопротивление диода (базы) определяется длиной {\displaystyle L.} Уменьшение {\displaystyle L} вызывает понижение концентрации неравновесных носителей в базе, то есть повышение её сопротивления. Это вызывает увеличение падения напряжения на базе и уменьшение на p-n-переходе (при неизменном общем напряжении на диоде). Уменьшение падения напряжения на p-n-переходе вызывает снижение инжекционного тока и, следовательно, дальнейшее увеличение сопротивления базы.
Длина {\displaystyle L} изменяется при воздействии на диод магнитного поля. Оно приводит к закручиванию движущихся носителей, при этом и их подвижность уменьшается, следовательно, уменьшается и {\displaystyle L.} Одновременно удлиняются линии тока, то есть эффективная толщина базы растёт. Это явление называют объёмным магнитодиодным эффектом.
Российской промышленностью выпускается несколько типов магнитодиодов. Их чувствительность к напряженности магнитного поля лежит в пределах от 10−9 до 10−2 А/м.
Существуют также магнитодиоды, способные определять не только напряжённость магнитного поля, но и его направление.